# Tetragnatha tincochacae
Tetragnatha tincochacae är en spindelart som beskrevs av Chamberlin 1916. Tetragnatha tincochacae ingår i släktet sträckkäkspindlar, och familjen käkspindlar.
Artens utbredningsområde är Peru. Inga underarter finns listade i Catalogue of Life.